# Hemicytheridae
Hemicytheridae é uma família de ostracodes pertencentes à ordem Podocopida.

## Géneros
Géneros (lista incompleta):
- Ambolus Ikeya, Jellinek & Tsukagoshi, 1998
- Ambostracon Hazel, 1962
- Anterocythere McKenzie & Swain, 1967